# E3 2010
La Electronic Entertainment Expo 2010, comunament conegut com a E3 2010, va ser la 16ª Electronic Entertainment Expo. L'esdeveniment va tenir lloc a Los Angeles Convention Center a Los Angeles, Califòrnia. Va començar el 14 de juny de 2010 i va finalitzar el 17 de juny de 2010, amb 45.600 assistents totals. També hi va haver un esdeveniment a l'E3 celebrant la PlayStation Sony's Home.

## Disseny
E3 2010 es va celebrar al Centre de Convencions de Los Angeles amb l'espectacle que ocupa els pavellons del Sud i de l'Oest, així com el primer pis.

### Saló Oest
Sony Computer Entertainment i Nintendo tenien cabines que estaven directament enfront de l'altra. Altres desenvolupadors notables i editors ubicats en aquest pis eren Atlus, Atari, Bethesda, Sony Online Entertainment, i Capcom.

### Saló Sud
El saló disposa de tres tipus de cabines: grans, mitjanes i petites. Les cabines grans van ser ocupats per Square Enix, MTV Games, Microsoft, Ubisoft, Disney Interactive Studios, i Electronic Arts. Les cabines mitjanes van ser ocupades per Sega, Konami, THQ, Warner Bros. Interactive Entertainment, i Take-Two Interactive. Els cabines petites van ser ocupades per Namco Bandai i Koei Tecmo.

## Jocs notables mostrats a l'E3 2010
La llista actual de jocs que es va presentar a l'E3 2010:
| 2K Games - Mafia II (PC, PS3, 360) - Sid Meier's Civilization V (PC) - Spec Ops: The Line (PC, PS3, 360) - X-COM (PC, PS3, 360) Activision - Call of Duty: Black Ops (PS3, PC, 360, Wii) - GoldenEye 007 (Wii) - Guitar Hero: Warriors of Rock (PS3, 360, Wii) - DJ Hero 2 (PS3, 360, Wii) - DJ Hero 3D (3DS) - Tony Hawk: Shred (PS3, 360, Wii) - Transformers: War for Cybertron (PS3, 360, PC) Atari - Test Drive Unlimited 2 (PS3, 360, PC) - The Witcher 2: Assassins of Kings (PC) Atlus - Etrian Odyssey III: The Drowned City (DS) Bethesda Softworks - Brink (PS3, 360, PC) - Fallout: New Vegas (PS3, PC, 360) - Hunted: The Demon's Forge (PS3, 360, PC) - Rage (PS3, 360, PC) Capcom - 1942 (iPhone) - Bionic Commando Rearmed 2 (PS3, 360) - Dead Rising 2 (PS3, PC, 360) - Ghost Trick: Phantom Detective (DS) - Ghosts 'N Goblins: Gold Knights (iPhone) - Marvel vs. Capcom 3: Fate of Two Worlds (PS3, 360) - MotoGP 09/10 (PS3, 360) - Ōkamiden (DS) - Resident Evil: Revelations (3DS) - Sengoku Basara: Samurai Heroes (PS3, Wii) - Super Street Fighter IV 3D Edition (3DS) Disney Interactive Studios - Epic Mickey (Wii) - Guilty Party (Wii) - Pirates of the Caribbean: Armada of the Damned (PS3, 360, PC) - Toy Story 3: The Video Game (Wii, PS3, 360, PC) - Tron Evolution (PC, PS3, 360) - Tron: Legacy (iPhone) Electronic Arts - APB (PC) - Battlefield: Bad Company 2 (PC, 360, PS3) - Bulletstorm (PS3, PC, 360) - Crysis 2 (PS3, PC, 360) - Dead Space 2 (PS3, PC, 360) - EA Sports Active 2.0 (Wii) - EA Sports MMA (PS3, 360) - FIFA 11 (PC, PS2, DS, Wii, PSP, PS3, 360) - Madden NFL 11 (PS2, PS3, PC, 360, Wii, PSP) - Medal of Honor (PC, PS3, 360) - NBA Jam (Wii) - NCAA Football 11 (PS2, PS3, 360) - Need for Speed: Hot Pursuit (PC, PS3, 360) - NHL 11 (PS3, 360) - NHL Slapshot (Wii) - Spare Parts (PS3, 360) - The Sims 3 (3DS, DS, PS3, Wii, 360) - Tiger Woods PGA Tour 11 (PS3, Wii, 360) Konami - Castlevania: Harmony of Despair (XBLA) - Castlevania: Lords of Shadow (PS3, 360) - Def Jam Rapstar (Wii) - Ninety-Nine Nights II (360) - Pro Evolution Soccer 2010 (iOS) - Rush'N Attack Ex-Patriot (PS3, 360) - Saw II (PS3, 360) - Silent Hill: Downpour (PS3, 360) - Metal Gear Rising: Revengeance (PS3, PC, 360) - Metal Gear Solid: Snake Eater 3D (3DS) LucasArts - Lego Star Wars III (DS, PC, PS3, PSP, Wii, 360) - Monkey Island 2: LeChuck's Revenge (PC, PS3, 360) - The Force Unleashed II (DS, PC, PS3, PSP, Wii, 360) - Star Wars: The Old Republic (PC) Microsoft - Nom en clai: Kingdom (360) - Fable III (360, PC) - Gears of War 3 (360) - Halo: Reach (360) - Project Milo (360) - Jocs de Kinect (360) - Kinect Adventures! (360) - Kinect Joy Ride (360) - Kinect Sports (360) - Kinectimals (360) | MTV Games - Dance Central (360) - Rock Band 3 (PS3, 360, Wii, DS) Namco Bandai - Ace Combat: Joint Assault (PSP) - Clash of the Titans (PS3, 360) - Enslaved (PS3, 360) - Dragon Ball: Origins 2 (DS) - Naruto: Ultimate Ninja Storm 2 (PS3, 360) - Pac-Man Party (Wii) - Ridge Racer (3DS) - Splatterhouse (PS3, 360) - Time Crisis: Razing Storm (PS3) Natsume - Harvest Moon DS: Grand Bazaar (DS) - Lufia: Curse of the Sinistrals (DS) - Rune Factory 3: A Fantasy Harvest Moon (DS) Nintendo - Animal Crossing: New Leaf (3DS) - Donkey Kong Country Returns (Wii) - Dragon Quest IX (DS) - FlingSmash (Wii) - Golden Sun: Dark Dawn (DS) - Kid Icarus: Uprising (3DS) - Kirby's Epic Yarn (Wii) - The Legend of Zelda: Ocarina of Time 3D (3DS) - The Legend of Zelda: Skyward Sword (Wii) - Mario Kart (3DS) - Mario Sports Mix (Wii) - Mario vs. Donkey Kong: Mini-Land Mayhem! (DS) - Metroid: Other M (Wii) - Nintendogs + Cats (3DS) - Paper Mario (3DS) - Pilotwings Resort (3DS) - Pokémon Ranger: Guardian Signs (DS) - PokéPark Wii: Pikachu's Adventure (Wii) - Professor Layton and the Mask of Miracle (3DS) - Professor Layton and the Unwound Future (DS) - Samurai Warriors 3 (Wii) - Star Fox 64 3D (3DS) - Steel Diver (3DS) - Wii Party (Wii) Prope - Ivy the Kiwi? (Wii, DS, Windows Phone) Sega - Conduit 2 (Wii) - Crazy Taxi (PS3, 360) - Phantasy Star Portable 2 (PSP) - Sonic Adventure (PS3, 360) - Sonic the Hedgehog 4: Episode I (PS3, 360, Wii, iOS) - Sonic Colors (Wii, DS) - Sonic (3DS) - Tournament of Legends (Wii) - Valkyria Chronicles II (PSP) - Vanquish (PS3, 360) - Yakuza 4 (PS3) Seven45 Studios - Power Gig: Rise of the SixString (PS3, 360) Square Enix - Codename: Chocobo Racing 3D (3DS) - Deus Ex: Human Revolution (PS3, PC, 360) - Dungeon Siege III (PS3, 360, PC) - Final Fantasy XIV (PS3, PC) - Final Fantasy: The 4 Heroes of Light (DS) - Front Mission Evolved (PS3, 360, PC) - Kane & Lynch 2: Dog Days (PC, PS3, 360) - Kingdom Hearts Birth by Sleep (PSP) - Kingdom Hearts Re:coded (DS) - Kingdom Hearts 3D: Dream Drop Distance (3DS) - Lara Croft and the Guardian of Light (PS3, PC, 360) - The 3rd Birthday (PSP) | Sony - Dead Nation (PS3) - EyePet (PS3) - Free Realms (PS3) - God of War: Ghost of Sparta (PSP) - Gran Turismo 5 (PS3) - Hot Shots Tennis: Get a Grip (PSP) - Heroes on the Move (PS3) - Infamous 2 (PS3) - Invizimals (PSP) - Killzone 3 (PS3) - Kung Fu Rider (formerly Slider) (PS3) - LittleBigPlanet 2 (PS3) - MotorStorm: Apocalypse (PS3) - Jocs per a PlayStation Move (PS3) - SOCOM 4 U.S. Navy SEALs (PS3) - Sorcery (PS3) - Sports Champions (PS3) - Start the Party! (PS3) - TV Superstars (PS3) - The Agency (PS3, PC) - The Fight: Lights Out (PS3) - The Last Guardian (PS3) - The Shoot (PS3) - The Sly Collection (PS3) - Twisted Metal (PS3) SNK - The King of Fighters XIII (PS3, 360) THQ - Devil's Third (PS3, 360) - De Blob 2 (Wii, PS3, 360, DS, 3DS) - Homefront (PS3, PC, 360) - Red Faction: Armageddon (PS3,360,PC) - Warhammer 40,000: Dark Millennium (PC) - Warhammer 40,000: Space Marine (PS3, 360) - WWE SmackDown vs. Raw 2011 (360, PS2, PS3, PSP, Wii) - WWE SmackDown vs. Raw Online (PC) - WWE All Stars (360, PS2, PS3, PSP, Wii) Koei Tecmo - Dead or Alive 3D (3DS) - Fist of the North Star: Ken's Rage (PS3, 360) - Samurai Warriors 3D (3DS) - Trinity: Souls of Zill O’ll (PS3) - Quantum Theory (PS3, 360) - Warriors: Legends of Troy (PS3, 360) Ubisoft - Assassin's Creed: Brotherhood (PS3, PC, 360) - Battle of Giants: Dinosaur Strike (3DS) - Battle Tag - Driver: San Francisco (PS3, PC, X360, Wii, Mac OS X) - Hollywood 61 (3DS) - Just Dance 2 (Wii) - Scott Pilgrim vs. the World: The Game (PS3, 360) - Shaun White Skateboarding (PS3, PC, 360, Wii) - Rayman Origins (PSN, XBLA, WiiWare, iOS) - Tom Clancy's Ghost Recon: Future Soldier (PS3, PC, 360, Wii, DS, PSP) - Tom Clancy's H.A.W.X 2 (PC, PS3, 360, Wii) - Tom Clancy's Splinter Cell: Chaos Theory (3DS) - Tom Clancy's Ghost Recon (3DS) Valve Corporation - Portal 2 (PC, Mac, 360, PS3) Warner Bros. Interactive Entertainment - Batman: The Brave and the Bold – The Videogame (DS, Wii) - Batman: Arkham City (PS3, PC, 360) - F.E.A.R. 3 (PC, PS3, 360) - Game Party 4 (360) - Legend of the Guardians: The Owls of Ga'Hoole (Wii, PS3, 360, DS) - Lego Harry Potter: Years 1–4 (DS, PS2, PC, PS3, PSP, Wii, 360) - The Lord of the Rings: Aragorn's Quest (DS, PS2, PS3, PSP, Wii) - The Lord of the Rings: War in the North (PC, PS3, 360) - Mortal Kombat (PS3, 360) - Super Scribblenauts (DS) |

## Llista destacada d'expositors
La llista d'expositors notables, inclosos Atari qui ha tornat després de sortir E3 2009 a última hora:
| - 2K Games - Activision - Atari - Atlus - Bethesda - Capcom - Codemasters - Disney - EA - Eidos | - Konami - LucasArts - Majesco Entertainment - Microsoft - Namco Bandai - Natsume - Nintendo - Paradox - Sega - SNK | - Sony - Square Enix - Tecmo Koei - THQ - Ubisoft - Valve - Warner Bros. |

## Rodes de premsa

### Microsoft
Els dies 13 i 14 de juny de 2010, abans de l'inici de l'esdeveniment E3 real, Microsoft va celebrar la seva roda de premsa. Phil Spencer, vicepresident de Microsoft Studios, va allotjar l'esdeveniment per a Kinect, i Hideo Kojima sent un orador notable.

### Nintendo
El 15 de juny de 2010, Nintendo va celebrar la seva conferència, a càrrec de Reggie Fils-Aimé. Shigeru Miyamoto Va aparèixer a l'escenari i va presentar el seu nou jocThe Legend of Zelda: Skyward Sword, es van produir dificultats de control a causa de la interferències sense fils. Altres oradors notables inclosos Warren Spector, que va entrar en detalls sobre el proper joc Epic Mickey i Satoru Iwata, qui va donar a conèixer la Nintendo 3DS i va permetre als assistents provar-la.

### Sony
El 15 de juny de 2010, Sony va celebrar la seva conferència Va ser hostatjat per Jack Tretton. La conferència es va obrir, amb Kaz Hirai parlant del 3D, i Herman Hulst demostrant Killzone 3. Sony també va anunciar els seus plans per fer publicitat començant amb PlayStation Move amb una associació amb Coca-Cola. També van anunciar plans per començar PlayStation Plus. LittleBigPlanet 2, Dead Space 2, i Tiger Woods PGA Tour 10 van ser demostrats. Altres jocs que es mostren són: Infamous 2, Medal of Honor, God of War: Ghost of Sparta, i Portal 2. L'espectacle es tanca amb un tràiler de teaser i una demostració per al joc següent de Twisted Metal.

### Konami
La conferència de premsa de Konami es va destacar amb les seves nombroses acrobàcies i actuacions mal rebudes. A GameTrailers els 15 primers moments de l'E3, van concedir a la conferència de premsa de Konami tot el premi al·legant que van prendre 10 dels 15 punts més referint-se a ella com una "monstruositat incòmoda".

### Altres
Electronic Arts, Ubisoft, Valve, Namco Bandai, Square Enix també van tenir conferències.

## Aparicions notables

### Hideo Kojima
Hideo Kojima, creador de la sèrie Metal Gear Solid, va aparèixer a la roda de premsa de Microsoft. Abans d'això, va assistir a la tercera anual de PlayStation Blog E3 Meetup i va lliurar copies gratuïtes de Metal Gear Solid: Peace Walker.

### Tetsuya Nomura
Tetsuya Nomura, director de Final Fantasy XV (llavors conegut com a Versus XIII) i director de la sèrie de Kingdom Hearts, va aparèixer a l'E3. A més es coneix al Grup de Desenvolupament de Producte 5 de Square Enix basat en Osaka que ha treballat recentment Kingdom Hearts Birth by Sleep. Això va ser revelat per Shinji Hashimoto, un productor de jocs japonès per a Square Enix, en el seu compte de Twitter.

### Altres aparicions notables
Desenvolupadors de jocs japonesos com Hideki Kamiya, Yuji Naka, Goichi Suda, i Shinji Mikami tots van anar a l'E3 2010. Mentre el director de joc nord-americà David Jaffe, cap de Eat Sleep Play, també hi va assistir.

## Bombo pre-E3

### Electronic Arts
El director general d'Electronic Arts, John Riccitiello, ha facturat l'E3 2010 com la "més gran i millor [E3 Expo]". A més, afegeix que "Tots els millors jocs i tots els millors desenvolupadors estaran units a LA per donar a conèixer nous títols i celebrar la creativitat i les noves tecnologies que fan que els jocs siguin tan divertits".

### Valve Corporation
Valve Corporation va afirmar que anaven a donar a conèixer una "sorpresa" a l'E3 2010; es van establir originalment per celebrar un esdeveniment relacionat amb Portal 2 el 14 de juny de 2010. L'esdeveniment de Portal 2 es va cancel·lar l'1 de juny de 2010 amb la "sorpresa" com a substitut. A la roda de premsa de Sony, es va revelar que la sorpresa era "Portal 2" a PlayStation 3, així com la integració de la plataforma Steamworks.

### Square Enix
Square Enix va afirmar que anaven a revelar un nou títol de la sèrie Kingdom Hearts; això va ser revelat pel director de la sèrie Tetsuya Nomura en una entrevista amb Game Informer. Això es va revelar que era Kingdom Hearts 3D: Dream Drop Distance.

### Anuncis de jocs nous
Electronic Arts, Capcom, Koei Tecmo, Square Enix, Sega, i Ubisoft van confirmar que cadascú revelaria les seves pròpies "sorpreses" a l'E3 2010. Això va ser revelat per la revista de jocs japonesa Famitsu, que va realitzar una enquesta entre els editors. Malgrat això, Namco Bandai i Bethesda Softworks es van negar a revelar si sorprenien o no i van optar per dir que era un secret.

## Game Critics Awards
Els Game Critics Awards és un grup independent de 31 mitjans de comunicació nord-americans que abasten la indústria del videojoc, que consisteixen en llocs com Kotaku, Joystiq, GameSpot, IGN i GameTrailers. Cada any premien els jocs presentats a l'E3 amb diversos títols, també són reconeguts oficialment per la Entertainment Software Association, l'organitzador de l'E3.
| Millor de la conferència | Millor joc original |
| --- | --- |
| - Nintendo 3DS - Dance Central (360) - Epic Mickey (Wii) - Portal 2 (PS3, 360, PC) - Rage (PS3, 360, PC)                                                                         | - Dance Central (360) - Bulletstorm (PS3, 360, PC) - Child of Eden (PS3, 360) - Epic Mickey (Wii) - Rage (PS3, 360, PC)                                               |
| Millor joc de consola | Millor joc de consola portàtil |
| - - Rage (PS3, 360, PC) - Epic Mickey (Wii) - Infamous 2 (PS3) - Kirby's Epic Yarn (Wii) - Portal 2 (PS3, 360, PC)                                                               | - God of War: Ghost of Sparta (PSP) - Ghost Trick (DS) - Okamiden (DS) - Super Scribblenauts (DS) - Valkyria Chronicles 2 (PSP)                                       |
| Millor joc de PC | Millor maquinari |
| - Portal 2 (PS3, 360, PC) - Civilization V (PC) - Crysis 2 (PS3, 360, PC) - Rage (PS3, 360, PC) - Star Wars: The Old Republic (PC)                                               | - Nintendo 3DS - Kinect (360) - PlayStation Move (PS3) - Guitarres Pro de Rock Band 3 (PS3, 360, Wii) - Teclats de Rock Band 3 (PS3, 360, Wii)                        |
| Millor joc d'acció | Millor joc d'acció/aventura |
| - - Rage (PS3, 360, PC) - Bulletstorm (PS3, 360, PC) - Call of Duty: Black Ops (PS3, 360, PC) - Gears of War 3 (360) - Halo: Reach (360)                                         | - Portal 2 (PS3, 360, PC) - Assassin's Creed: Brotherhood (PS3, 360, PC) - Dead Space 2 (PS3, 360, PC) - Epic Mickey (Wii) - The Legend of Zelda: Skyward Sword (Wii) |
| Millor joc de rol | Millor joc de lluita |
| - Star Wars: The Old Republic (PC) - Deus Ex: Human Revolution (PS3, 360, PC) - Fable III (360, PC) - Fallout: New Vegas (PS3, 360, PC) - The Witcher 2: Assassins of Kings (PC) | - Marvel vs. Capcom 3: Fate of Two Worlds (PS3, 360) - Mortal Kombat (PS3, 360) - WWE All Stars (PS2, PS3, PSP, 360, Wii)                                             |
| El millor joc de carreres | Millor joc esportiu |
| - Need for Speed: Hot Pursuit (PS3, 360, PC) - Gran Turismo 5 (PS3) - MotorStorm: Apocalypse (PS3) - Test Drive Unlimited 2 (PS3, 360, PC)                                       | - NBA Jam (Wii) - EA Sports MMA (PS3, 360) - Madden NFL 11 (PS3, 360) - NCAA Football 11 (PS3, 360) - NHL 11 (PS3, 360)                                               |
| Millor joc d'estratègia | Millor joc social/casual |
| - Civilization V (PC) - Company of Heroes Online (PC) - End of Nations (PC) - Shogun 2: Total War (PC)                                                                           | - Rock Band 3 (PS3, 360, Wii) - Dance Central (360) - DJ Hero 2 (PS3, 360, Wii) - Kinect Adventures (360)                                                             |
| Millor joc de simulació de moviment | Millor joc amb multijugador en línia |
| - Dance Central (360) - Child of Eden (PS3, 360) - SOCOM 4 (PS3) - The Legend of Zelda: Skyward Sword (Wii) - Your Shape: Fitness Evolved (360)                                  | - Assassin's Creed: Brotherhood (PS3, 360, PC) - Gears of War 3 (360) - Halo: Reach (360) - Medal of Honor (PS3, 360, PC) - Star Wars: The Old Republic (PC)          |